# Rosário do Sul
Rosário do Sul (en español: Rosario del Sur) es una ciudad y municipio brasileño del estado de Río Grande del Sur.
Es una ciudad prácticamente agrícola, además de tener una de las mejores playas de río del estado: La playa de las Arenas Blancas (Areias Brancas), donde desemboca el río Santa María. Recibe la visita de muchos turistas argentinos y uruguayos, donde encuentran una gran infraestructura para alojarse.

## Historia
La zona de Rosario del Sur recibe su primer nombre en tiempo de las estancias jesuíticas de las Misiones Orientales, ya en esa época era famoso el Paso (vado) del Rosario en el río Santa María, paso que era uno de los recorridos de la Ruta del ganado. Hasta 1801 la zona de Rosario del Sur era indiscutiblemente parte del español Virreinato del Río de la Plata pero en tal año fue invadida por los bandeirantes del Brasil portugués.
Tras la ocupación portuguesa, el área pasó a ser controlada desde la localidad de Nossa Senhora do Rio Pardo -Nuestra Señora del Río Pardo- (1809). En 1814, se hizo la concesión de una sesmaría del Passo do Rosário,  en favor de un morador de la localidad (José Machado de Sousa), en el documento de tal concesión, según la historiografía portuguesa y luego la brasileña, aparece por primera vez la denominación "Rosário" (distinta de Paso del Rosario).
Durante la Invasión Luso-Brasileña contra la Unión de los Pueblos Libres, Rosario del Sur fue una de las bases de ataque contra las fuerzas artiguistas y de Andrés Guazurary. Durante la Guerra argentino-brasileña muy cerca de Rosario se libró la batalla de Ituzaingó que concluyó con una aplastante victoria argentina sobre Brasil. 
En 1939, la localidad era conocida como Cidade de Rosário.
En la década de 1940, hubo un movimiento para que el nombre de la ciudad fuera cambiado -a fin de evitar confusiones con la ciudad santafesina de Rosario. Parte de la población estaba   a favor de la mudanza del nombre en "Minuano", la mayoría prefirió mantener el nombre tradicional con el sufijo de "do Sul", el nombre quedó oficialmente establecido en 1944.
- Datos: Q266960
- Multimedia: Rosário do Sul / Q266960

1. ↑  Worldpostalcodes.org,código postal n.º 97590-000.